# Ерик
Ерик (Фауст Ерик) је десети роман о Дисксвету британског аутора Тери Прачета. 

## Тема
Роман је директна пародија Гетеовог Фауста, са тринаестогодишњим дечаком Ериком у улози Фауста и чаробњаком Ринсвиндом у улози Мефиста.